# Lưu Tiến
Lưu Tiến (chữ Hán: 劉進; 113 TCN - 91 TCN), còn gọi Sử hoàng tôn (史皇孫), là con trai của Lệ Thái tử Lưu Cứ, do đó là cháu nội của Hán Vũ Đế Lưu Triệt thời Tây Hán trong lịch sử Trung Quốc. Ông là sinh phụ của Hán Tuyên Đế Lưu Tuân.

## Tiểu sử

### Sinh ra ở Đông Cung
Sử hoàng tôn Lưu Tiến sinh vào năm Nguyên Đỉnh thứ 4 (113 TCN) thời Hán Vũ Đế, mẹ là Sử Lương đệ. Khi ấy, Lưu Cứ đang là Hoàng thái tử, được gọi là Vệ Thái tử theo họ mẹ là Hoàng hậu Vệ Tử Phu, Lưu Tiến cũng được gọi theo họ mẹ Sử thị, nên gọi [Sử hoàng tôn]. Bậc "Lương đệ" trong Thái tử cung vốn chỉ là hàng thiếp, dưới Thái tử phi, tuy nhiên do Vệ Thái tử không lập Thái tử phi, địa vị của Sử thị là cao nhất, thông qua cách gọi theo họ mẹ tương tự cha ruột Lưu Cứ, có thể thấy rõ phần nào địa vị của Lưu Tiến trong gia đình hoàng thất nhà Hán.
Trong năm Thái Thủy (từ 96 đến 93 TCN), Lưu Tiến sủng ái Gia nhân tử Vương Ông Tu. Năm Chinh Hòa thứ 2 (91 TCN), Vương thị sinh ra Hoàng tằng tôn Lưu Bệnh Dĩ, thân phận liền từ Gia nhân tử lên hàng Phu nhân. Chỉ sau vài tháng, Vụ án Vu cổ phát sinh, cả nhà Vệ Thái tử đều bị xử tử, bao gồm Lưu Tiến cùng Vương phu nhân, chỉ duy nhất Lưu Bệnh Dĩ còn sống sót. Lưu Tiến cùng Vương phu nhân và hai con gái khác của Vệ Thái tử được táng ở phía Bắc của Quảng Minh (廣明).

### Truy tôn
Sau khi Hán Chiêu Đế băng hà, Hoắc Quang lập Xương Ấp vương Lưu Hạ kế vị. Nhưng sau 27 ngày, Lưu Hạ bị phế truất do thiếu khả năng trị vì. Thế là, Hoằng tằng tôn Lưu Bệnh Dĩ, con trai Sử hoàng tôn Lưu Tiến cùng Vương Ông Tu được Hoắc Quang chọn làm người kế vị Chiêu Đế, sử gọi Hán Tuyên Đế.
Năm Nguyên Bình nguyên niên (74 TCN), tháng 7, ngày Canh Thân, Hán Tuyên Đế tức vị. Năm Bổn Thủy nguyên niên (73 TCN), tháng 6, hạ chiếu nói:"Cố Hoàng thái tử táng ở huyện Hồ, không có thụy hiệu, cũng không có bốn mùa hiến tế theo lễ, nay nên nghị định thụy hiệu, thiết trí viên tẩm cùng an bài dân hộ trông coi lăng viên". Quan viên tâu lên nên truy tôn cho Thái tử Lưu Cứ, Sử lương đệ, Sử hoàng tôn cùng Vương phu nhân. Tấu viết:
| “                                                | 《礼》‘为人后者，为之子也’，故降其父母不得祭，尊祖之义也。陛下为孝昭帝后，承祖宗之祀，制礼不逾闲。谨行视孝昭帝所为故皇太子起位在湖，史良娣冢在博望苑北，亲史皇孙位在广明郭北。谥法曰‘谥者，行之迹也’，愚以为亲谥宜曰悼，母曰悼后，比诸侯王国，置奉邑三百家。故皇太子谥曰戾，置奉邑二百家。史良娣曰戾夫人，置守冢三十家。园置长丞，周卫奉守如法。 . Kinh Lễ nói:"Vi nhân hậu giả, vi chi tử dã". Cho nên thân sinh phụ mẫu nếu đã bị hàng vị, thì không nên tự tôn hiệu cùng hưởng tế, đây là cựu lệ của tổ tông. Nay bệ hạ là người thừa tự của Hiếu Chiêu Đế-Hậu, kế thừa tổ tông đại tế, càng không thể vượt quá quy định của tổ tông. Muốn kính cẩn hành sự, nên y theo Hiếu Chiêu hoàng đế định: Cố Thái tử lập mộ ở huyện Hồ, mộ của Sử lương đệ lập ở phía bắc Bác Vọng uyển, lăng mộ của Sử hoàng tôn ở phía Bắc của Quảng Minh. Thụy pháp viết:"Thụy giả, hành chi tích dã". Thần xin nghị truy tôn thụy hiệu cho Sử hoàng tôn là Điệu, Vương phu nhân tức là Điệu hậu, đối chiếu quy cách của Chư hầu Vương để thành lập viên tẩm, phối trí thái ấp cung phụng 300 hộ. Cố Hoàng thái tử thụy là Lệ, phối trí thái ấp cung phụng là 200 hộ. Sử lương đệ thụy là Lệ phu nhân, bố trí thái ấp cung phụng cho mộ là 30 hộ. Viên tẩm từng vị nên thiết trí Trưởng thừa, Chu vệ phòng thủ đều như chế pháp đã định. | ” |
| — Lời tấu nghị truy tặng cho gia đình Lệ Thái tử | |   |

Lý giải thụy hiệu Điệu của Lưu Tiến, sách Dật chu thư (逸周书), phần giải thích ý nghĩa chữ thụy có nói: [Niên trung tảo yêu viết Điệu; 年中早夭曰悼]. Lưu Tiến do sự cố mà mất năm 24 tuổi, thụy hiệu này là hợp lý.
Năm Nguyên Khang nguyên niên (65 TCN), Thừa tướng Ngụy Tương dâng tấu sớ nói:"Kinh Lễ viết:'Phụ vi sĩ, tử vi thiên tử, tế dĩ thiên tử'. Điệu viên nên thượng tôn làm Hoàng khảo, lập Miếu, ở trong lăng viên thành lập tẩm điện, dùng lễ nghi Thiên tử mà cúng bái. Gia tăng hộ cung phụng thành 1.800 hộ, thiết trí Phụng Minh huyện. Tôn Lệ phu nhân làm Lệ hậu, thiết trí lăng viên cùng thái ấp cung phụng lên 300 hộ".